# دانشکده دندانپزشکی قزوین
دانشکده دندانپزشکی دانشگاه علوم پزشکی قزوین یکی از دانشکده‌های دندانپزشکی ایران وابسته به دانشگاه علوم پزشکی قزوین در قزوین است.

## تاریخچه
دانشکده دندانپزشکی قزوین در سال ۱۳۷۰ بنیانگذاری شد. هم‌اکنون ریاست این دانشکده را دکتر مهدیه زرآبادی پور برعهده دارد.